# Stanley (Idaho)
Pour les articles homonymes, voir Stanley.
Le village de Stanley (Stanley city) est situé dans la vallée de Sawtooth dans le comté de Custer, dans l’Etat de l'Idaho, aux États-Unis. Il est traversé par la rivière Salmon. En 2020, la localité comptait 116 habitants.

## Histoire
Les trappeurs de la Compagnie de la Baie d'Hudson, en quête de fourrures, découvrirent le bassin Stanley dans les années 1820, mais la rareté des castors les préoccupa.
En 1863 - 1864, le capitaine John Stanley, vétéran confédéré de la guerre de Sécession, mena un groupe de vingt-trois prospecteurs dans la région mais ils ne trouvèrent que peu d'or. Durant leur séjour, ils construisirent, près de la rivière Salmon, des habitations qui sont à l'origine du village.

## Démographie
Selon le recensement de 2020, la population de Stanley city est de 116 habitants.